# Julian Bronicki
Julian Marianowicz Bronicki (ros. Юлиан Марьянович Броницкий; ur. 15 lutego?/28 lutego 1908 w Jekaterynosławiu (obecnie Dniepr), zm. 15 stycznia 1944 k. Winnicy) – radziecki wojskowy, podpułkownik, Bohater Związku Radzieckiego (1943).

## Życiorys
Urodził się w polskiej rodzinie. Miał wykształcenie średnie, w 1929 został powołany do Armii Czerwonej, w 1932 ukończył szkołę artylerii w Sumach, otrzymał stopień młodszego porucznika. Od 1931 należał do WKP(b), przed 1941 został pomocnikiem szefa sztabu 59. pułku artylerii w stopniu kapitana.
Od czerwca 1941 uczestniczył w wojnie ZSRR z Niemcami, początkowo na Froncie Południowym na terytorium Mołdawskiej SRR, m.in. nad Dniestrem, gdzie w walkach pod koniec lipca 1941 został ciężko ranny. Od 16 sierpnia 1943 w stopniu podpułkownika walczył na Froncie Woroneskim jako dowódca 899. pułku artylerii, 21 sierpnia brał udział w walkach w rejonie wsi Kostew w rejonie łebedynskim w obwodzie sumskim, wyróżniając się w tych walkach. 18 września 1943 wraz ze swoim pułkiem brał aktywny udział w wyzwalaniu Łubni, niszcząc wiele moździerzy, dział i karabinów wroga. Jesienią 1943 brał udział w bitwie o Dniepr i wyzwalaniu Ukrainy Prawobrzeżnej, odpierając niemieckie kontrataki. Od 20 października 1943 jako dowódca 899. pułku artylerii 337. Dywizji Strzeleckiej w składzie 40 Armii walczył na 1 Froncie Ukraińskim, w styczniu 1944 uczestniczył w operacji żytomiersko-berdyczowskiej. W walkach pod Winnicą 14 stycznia 1944 został ciężko ranny i następnego dnia zmarł w szpitalu.

## Odznaczenia
- Złota Gwiazda Bohatera Związku Radzieckiego (29 października 1943)
- Order Lenina (29 października 1943)
- Order Czerwonego Sztandaru (27 października 1943)
- Medal „Za Odwagę” (ZSRR) (18 marca 1942)